# Army Girl
Army Girl – amerykański film z 1938 roku w reżyserii B. Reevesa Easona oraz George'a Nicholsa Juniora

## Obsada
- Madge Evans - Julie Armstrong
- Preston Foster - kapitan Dike Conger
- James Gleason - starszy sierżant Hennessy
- H.B. Warner - pułkownik Armstrong
- Ruth Donnelly - Leila Kennett
- Neil Hamilton - kapitan Joe Schuyler
- Heather Angel - pani Gwen Bradley
- Billy Gilbert - Cantina Pete
- Ralph Morgan - major Hal Kennett
- Barbara Pepper - Riki Thomas
- Ralph Byrd - kapitan Bob Marvin
- Guinn "Big Boy" Williams - chorąży Ross
- Robert Warwick - generał brygady Matthews

## Nagrody i nominacje
| Nazwa nagrody | Wygrane            | Nominacje |
| ------------- | ------------------ | --- |
| Oscar         | 1939 bez rezultatu | 1939 Najlepsza muzyka oryginalna Victor Young Najlepsze zdjęcia Ernest Miller oraz Harry J. Wild Najlepszy dźwięk Charles L. Lootens Republic SSD |